# Aincille
Aincille (baskisch Aintzila; auf Deutsch übersetzt Sumpfhügel) ist eine französische Gemeinde mit 114 Einwohnern (Stand 1. Januar 2022) im Département Pyrénées-Atlantiques in der Region Nouvelle-Aquitaine. Die Gemeinde gehört zum Arrondissement Bayonne und zum Kanton Montagne Basque (bis 2015: Kanton Saint-Jean-Pied-de-Port).
Die Bewohner werden Aintzildars genannt.

## Geographie
Aincille liegt circa 60 Kilometer südöstlich von Bayonne in der Nähe von Saint-Jean-Pied-de-Port im französischen Teil des Baskenlandes. Der Ort ist Teil des Pays de Cize, eines Landstrichs in Nieder-Navarra. Umgeben ist Aincille von den Nachbargemeinden Saint-Jean-le-Vieux im Norden, Ahaxe-Alciette-Bascassan im Osten, Estérençuby und Saint-Michel im Süden sowie Caro im Nordwesten.
Aincille liegt im Einzugsgebiet des Flusses Adour und wird durchquert von Zuflüssen der Nive, u. a. dem Laurhibar und den Bächen Sassitako erreka und Urtchipia.

## Geschichte
Das Dorf wurde im 13. Jahrhundert erstmals unter dem Namen Ancibiu erwähnt. Bekannt wurde es vor allem im 17. Jahrhundert, als 29 Familien die Saline von Ugarré errichteten und betrieben, bevor diese 1683 in den Besitz der französischen Krone fiel.

### Einwohnerentwicklung
| Jahr      | 1968 | 1975 | 1982 | 1990 | 1999 | 2008 | 2013 |
| --------- | ---- | ---- | ---- | ---- | ---- | ---- | ---- |
| Einwohner | 123  | 136  | 113  | 110  | 103  | 127  | 124  |

### Wappen

Wappen von Aincille

Das Wappen ist in vier Felder unterteilt und lässt sich nach Guy Ascarat, Heraldiker und Historiker, folgendermaßen interpretieren: Das Feld links oben zeigt eine Brücke, möglicherweise römischen Ursprungs, die sich am Ortseingang befindet. Die Sterne symbolisieren die Ortsteile. Der schwarze Adler oben rechts erinnert an den König von Navarra, der im 13. Jahrhundert einen Wald aus Walnussbäumen bei Aincille besaß. Die Kuh und das Schaf links unten erinnern an die Weidewirtschaft im Laurhibartal. Die Kirche rechts unten zeigt die Dorfkirche Notre-Dame-de-l’Assomption-de-la-Bienheureuse-Vierge-Marie et Saint-Jean-Baptiste.

## Sehenswürdigkeiten

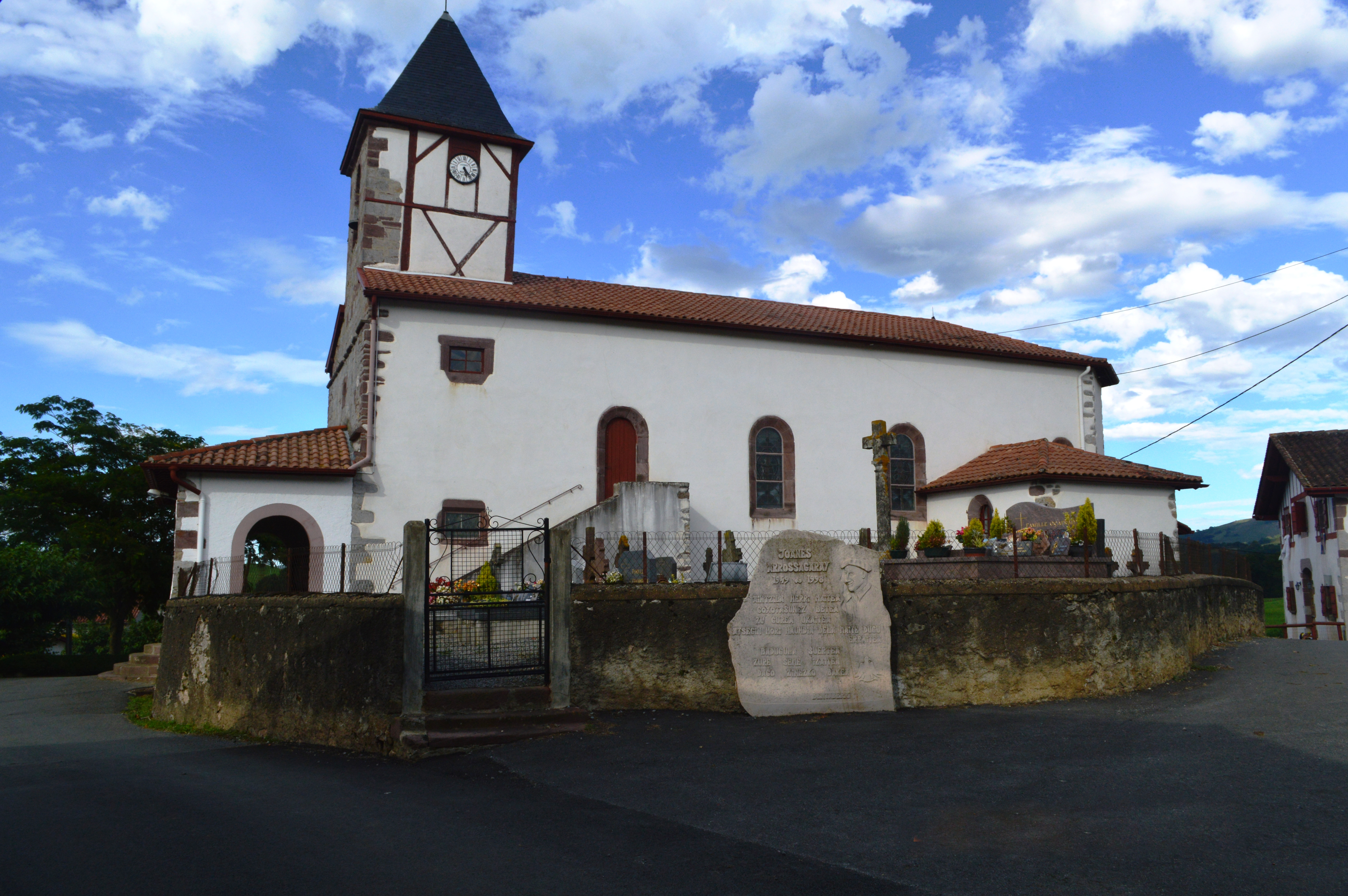
Kirche Notre-Dame-de-l’Assomption-de-la-Bienheureuse-Vierge-Marie et Saint-Jean-Baptiste

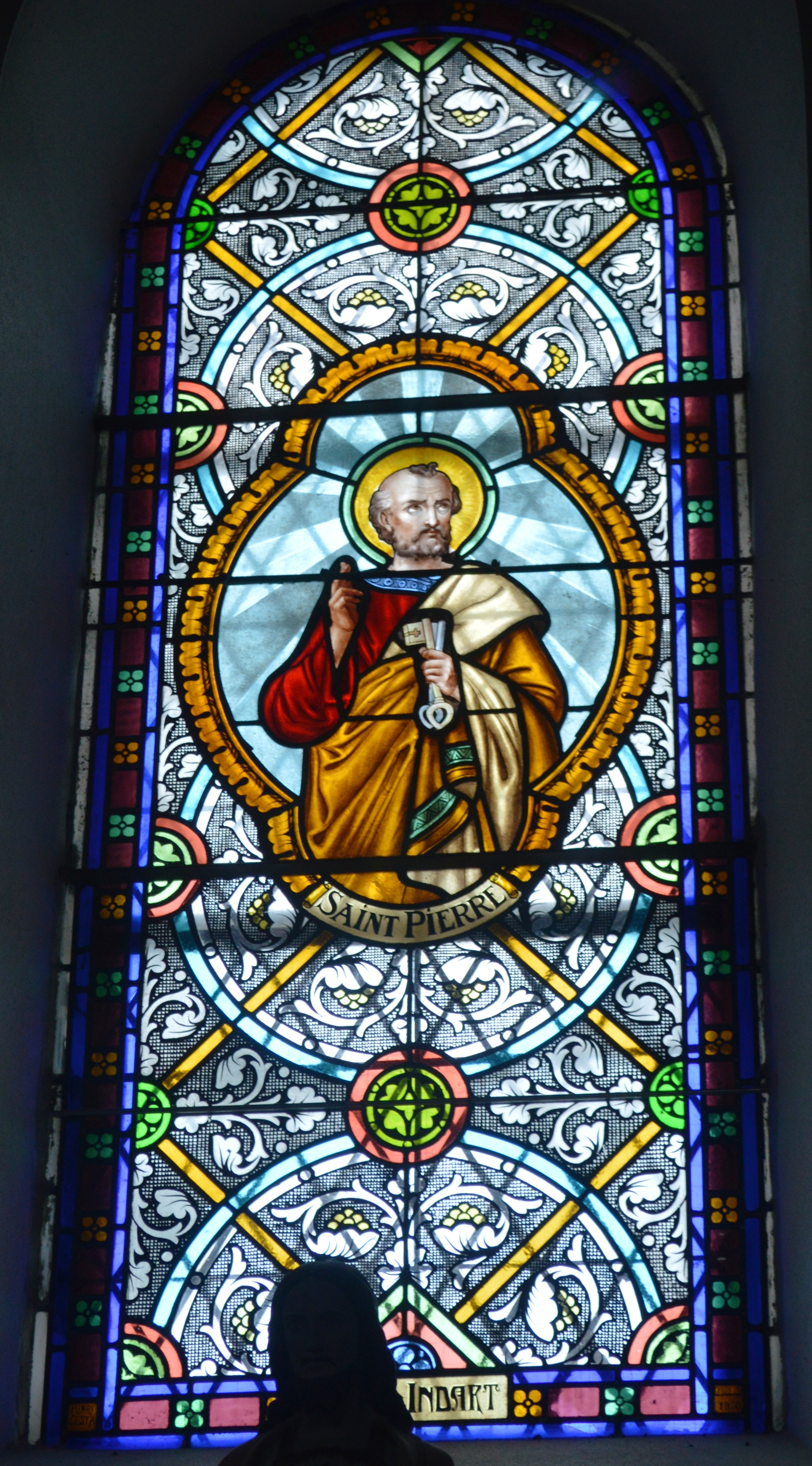
Bleiglasfenster in der Kirche mit der Darstellung des Apostels Petrus

- Die Kirche, zu Ehren von Mariä Himmelfahrt und Johannes dem Täufer, wurde wahrscheinlich im 12. Jahrhundert erbaut und im Laufe des 18. und 19. Jahrhunderts weitgehend umgestaltet. Nur das Westportal stammt aus der ursprünglichen Bauzeit. Im Innern des einschiffigen Baus erstrecken sich Emporen, wie sie in allen Kirchen des Baskenlandes anzutreffen sind. Diese sind traditionell den Männern während einer Messe vorbehalten. Zugang bieten zwei Treppen, eine im Innern, eine außen. Die Glasfenster sind Werke des Glasmeisters Henri Gesta aus Toulouse aus den Jahren 1923 und 1930.[5] Das Prozessionskreuz stammt aus dem 18. Jahrhundert.[9]
- Kalvarienberg in Gestalt eines schlichten Steinkreuzes.[5]
- Der Bauernhof Idiondoa ist ein typisches Beispiel einer ländlichen Siedlung im Baskenland. Der Hof wurde 1617 erbaut, wie eine Gravur auf dem Sturz des Fensters in der Mitte der ersten Etage verrät. Während des 19. Jahrhunderts wurde das Gebäude restauriert und aufgestockt.[5]

## Wirtschaft und Infrastruktur
Die Wirtschaft wird hauptsächlich von der Landwirtschaft bestimmt. Aincille liegt in den Zonen AOC des Ossau-Iraty, ein traditionell hergestellter Schnittkäse aus Schafmilch, der Schweinerasse und des Schinkens „Kintoa“ sowie des Weinbaugebiets des Irouléguys.

### Verkehr
Aincille ist angeschlossen an die Routes départementales 118 und 401.